# Mikael Dorsin
Mikael Frank Dorsin (Lidingö, 6 oktober 1981) is een Zweeds voetballer die bij voorkeur verdediger speelt. Hij verruilde in 2008 CFR Cluj voor Rosenborg BK. Hij speelde eerder ook voor Djurgårdens IF, Spårvägens FF en RC Strasbourg. Dorsin debuteerde in 2001 in het Zweeds voetbalelftal en maakte deel uit van de nationale selectie voor Euro 2008. Hij speelde in totaal zestien officiële interlands voor zijn vaderland.

## Erelijst
Rosenborg BK
- Landskampioen

2004, 2006, 2009, 2010, 2015
 CFR Cluj
- Landskampioen

2008
- Roemeense beker

2008